# Hrafna-Flóki Vilgerðarson

Az első skandináv hajósok izlandi útjai a 9. században

Hrafna-Flóki Vilgerðarson norvég származású viking a 9. század második felében, Izland egyik első felfedezője. Naddoddur és Gardar Svavarsson után ő volt a harmadik skandináv utazó, aki eljutott Izland partjaira, de elődeitől eltérően ő már tudatosan oda akart eljutni.

## Története
Históriáját az izlandi honfoglalás történetével együtt a 12. században keletkezett izlandi kódex, a Landnámabók örökítette meg. Eszerint Vilgerðar fia Flóki ismerte Naddoddur és Gardar beszámolóit, akik tévedésből jutottak el az addig ismeretlen föld partjaira és azt Snælandnak, azaz Hóföldnek illetve Garðarshólminak nevezték el. Flóki a korabeli norvégiai kivándorlási hullám részeként kerekedett fel családjával, barátaival, háziállatokkal és más szükséges felszerelésekkel, hogy az új földön telepedjen le.
Flóki a régi viking vallás nagy híve volt és tisztelte a hollókat. Három példányt is magával vitt útjára, és a tájékozódáshoz is segítséget remélt tőlük. A hagyomány szerint a hajózás során, amikor úgy érezte, föld közelében jár, elengedte egyiküket és megfigyelte útjukat. Az első kísérlet során a holló visszarepült Flóki kiinduló kikötője felé. A második madár magasan felemelkedett a levegőbe, majd visszatért a hajóra. Végül, újabb napok után, a harmadik hollót is szabadon bocsátotta, és az előre repült és a szárazföldhöz vezette őt.
E történet nyomán kapta Flóki kortársaitól a Hrafna-Flóki, azaz Hollós-Flóki nevet (elterjedt angol változatban Raven-Flóki).
Izlandot elérve Flóki és csapata a déli part mentén hajózott, megkerülte a Reykjanes-félszigetet, majd kikötött egy termékeny völgy közelében lévő öbölben, ami a mai napig egyik társa, Faxe nevét viseli (Faxaflói). Táborukat  a mai Vatnsfjörðurban ütötték fel Barðaströnd mellett. A nyarat halászattal, vadászattal, tojásgyűjtéssel töltötték, de nem gyűjtöttek szénát. A hosszú, hideg tél alatt emiatt állatai elpusztultak. Tavasszal Flóki megmászott egy hegyet, valószínűleg a mai Nónfell nevűt, és letekintve láthatta, hogy a hely túlsó oldalán az Ísafjörður még telve van jéggel. Ekkor adta elkeseredésében a Jégföld nevet a szigetnek, amit az azóta is visel.
A csoport még egy évet eltöltött a szigeten, de aztán visszahajózott Norvégiába. Flóki beszámolója keserű volt, senkit nem biztatott az ottani letelepedésre. Társai között azonban voltak olyanok, akik kedvezőbben látták a dolgot és másokat is igyekeztek rábeszélni egy újabb útra. Végül az izlandi honfoglalás során Flóki maga is visszatért Izlandra, és ott töltötte hátralévő életét.

## A popkultúrában
Flóki a vikingek című 2013-ban indult ír–kanadai televíziós filmsorozat egyik főszereplője. Megformálója Gustaf Skarsgard, magyar hangja Karácsonyi Zoltán. 